# Arbeitsgelegenheit mit Mehraufwandsentschädigung
Eine Arbeitsgelegenheit mit Mehraufwandsentschädigung (Abkürzung: AGH-MAE), meist auch Ein-Euro-Job genannt, ist eine arbeitsmarktpolitische Maßnahme in Deutschland. Mit einer Arbeitsgelegenheit (AGH) wird allgemein ein arbeitsmarktpolitisches Instrument, das Arbeitslose bei der Eingliederung in den Arbeitsmarkt unterstützen soll, bezeichnet. Arbeitsgelegenheiten in diesem Sinne sind zusätzliche Beschäftigungen, die abseits vom bereits vorhandenen Arbeitsmarkt und mit Hilfe von öffentlichem Geld angeboten werden.
Sie bietet Empfängern von Leistungen nach dem SGB II - Zweites Sozialgesetzbuch eine Beschäftigung, die sie zur Erhaltung oder Wiedererlangung ihrer Beschäftigungsfähigkeit nutzen können (§ 16d SGB II). Derartige Tätigkeiten (Zusatzjobs) dürfen bestehende Arbeitsplätze nicht verdrängen.
Ziel der Zusatzjobs ist, Langzeitarbeitslose an den ersten Arbeitsmarkt heranzuführen. Ob dieses Ziel erreichbar ist, ist umstritten. Sogenannte MAE-Kräfte gelten nicht als arbeitslos im Sinne des SGB III und werden somit nicht in der Arbeitslosenstatistik ausgewiesen. Zusatzjobs fließen seit 2007 nicht mehr in die Statistik der durchschnittlichen Entwicklung der Bruttolöhne und -gehälter ein, an der sich die Erhöhung der Renten orientiert. Sie wirken sich somit nicht mehr bremsend auf die Rentenerhöhungen aus.
Zusätzlich zum Arbeitslosengeld II wird eine Mehraufwandsentschädigung (MAE) gezahlt. Sie soll dem Alg-II-Empfänger die durch Ausübung des Zusatzjobs zusätzlich entstehenden Aufwendungen ersetzen, weil sie in der Regelleistung nicht berücksichtigt sind. Der Mehraufwand wird unter Rückgriff auf die langjährige Verwaltungspraxis zu § 19 BSHG (frühere Sozialhilfe) mit mindestens 1,00 Euro pro Stunde entschädigt. Durch einen solchen Ein-Euro-Job entsteht kein reguläres Arbeitsverhältnis, selbst dann nicht, wenn die Heranziehung zu den Arbeiten rechtswidrig war. Die Entschädigung stellt daher kein Arbeitsentgelt dar.
Neben dem Zweiten sieht das Zwölfte Buch Sozialgesetzbuch freiwillige Zuverdienstmöglichkeiten für Menschen mit Behinderung im Rahmen der Eingliederungshilfe vor, die als Ein-Euro-Job ausgestaltet sein können. Das Asylbewerberleistungsgesetz regelt sog. Flüchtlingsintegrationsmaßnahmen gegen Mehraufwandsentschädigung in § 5a AsylblG.

## Sogenannter Ein-Euro-Job
Das Bundesministerium für Arbeit und Soziales hält den Begriff Ein-Euro-Job für irreführend. Zum einen stellt die Entschädigung keinen Arbeitslohn dar, sondern soll nur Mehrkosten ausgleichen. Zum anderen bekämen ALG-II-Empfänger, die einen Zusatzjob übernehmen, wenn man die Leistungen zur Grundsicherung mit einberechnet, weit mehr als einen Euro. Zusatzjobs seien kein Ersatz für bezahlte Arbeit und das Arbeitslosengeld II falle nicht weg, stattdessen erhalte man zusätzlich mindestens einen Euro je Arbeitsstunde.

## Geschichte

### Gemeinnützige zusätzliche Arbeit
Zusatzjobs sind die Weiterführung der schon seit den 1920er Jahren bestehenden „gemeinnützigen zusätzlichen Arbeit“.
Nach der Verordnung über die Fürsorgepflicht vom 1. Februar 1924 mussten Arbeitsfähige, die eine Fürsorgeunterstützung durch die Länder und Kommunen als Träger der Fürsorge erhalten wollten, gemeinnützige Arbeit leisten. Die Unterstützung konnte in geeigneten Fällen entweder durch die Anweisung angemessener Arbeit gemeinnütziger Art gewährt oder von der Leistung solcher Arbeit abhängig gemacht werden.
Auch Arbeitslose, die von der 1927 als Träger der Arbeitslosenversicherung gegründeten Reichsanstalt für Arbeitsvermittlung und Arbeitslosenversicherung die so genannte Krisenunterstützung erhalten wollten, die, wie die spätere Arbeitslosenhilfe, keine Versicherungs-, sondern eine Fürsorgeleistung war, mussten, soweit dazu Gelegenheit bestand, eine zusätzliche, gemeinnützige und zumutbare vorübergehende Arbeitsleistung erbringen. Sie erhielten hierfür neben der Fürsorgeleistung eine Mehraufwandsentschädigung durch den Träger der Arbeit.
Zusätzliche und gemeinnützige Gemeinschaftsarbeiten, die ausdrücklich nicht als Arbeitsverhältnis angesehen wurden und für die der Arbeitslose nur eine Mehraufwandsentschädigung erhielt, waren, soweit dazu Gelegenheit bestand, auch in der Bundesrepublik bis zur Schaffung des Arbeitsförderungsgesetzes 1969 Voraussetzung für den Bezug der Arbeitslosenhilfe.
Im Bundessozialhilfegesetz, das am 1. Juni 1962 in Kraft trat, wurde der Begriff „Arbeitsgelegenheiten“ eingeführt, um einen Paradigmenwechsel auszudrücken. Die gemeinnützige Arbeit war nicht Leistungsvoraussetzung für die Sozialhilfe, sondern sollte der Eingliederung des Hilfesuchenden in das Arbeitsleben dienen. Gleichwohl konnte die Verweigerung mit dem Wegfall des Anspruchs sanktioniert werden.
Die Arbeitsgelegenheiten wurden vor der Hartz-IV-Reform bis Ende 2004 nur in geringem Umfang von den Sozialämtern angeboten und waren daher in der Öffentlichkeit kaum bekannt. Insbesondere war die Dauer der Arbeitsbeschaffungsmaßnahmen (ABM) wesentlich kürzer als heute. Sie umfasste meist nur wenige Wochen. Ähnlich wie bei den heute bekannten Zusatzjobs war die Gemeinnützigkeit (heute öffentliches Interesse) und Zusätzlichkeit der Arbeit formal eine rechtliche Voraussetzung für die Schaffung einer solchen Stelle ohne Arbeitsverdienst.

### Arbeitsgelegenheiten nach der Hartz-IV-Reform
Seit der Einführung des Arbeitslosengeldes II erlangten Zusatzjobs eine größere Bedeutung. Sowohl die Anzahl der eingesetzten Kräfte als auch die Länge der Einsätze nahm zu.

## Ziele
Zielgruppe der Zusatzjobs nach § 16d (bis 31. Dezember 2008 § 16 Abs. 3 SGB II) sind Arbeitslose, die Leistungen nach dem zweiten Sozialgesetzbuch beziehen und keine Arbeit auf dem allgemeinen Arbeitsmarkt finden können. Die Förderung von Zusatzjobs ist nachrangig gegenüber der Pflichtleistung der Vermittlung sowie gegenüber den Ermessensleistungen zur Eingliederung, die auf eine unmittelbare Integration in den allgemeinen Arbeitsmarkt zielen.
Die Zusatzjobs sollen Arbeitslose (unter „weicheren Umständen“) wieder an den Rhythmus des Arbeitstages und die Erwartungen des Arbeitsmarkts an ein gewisses Maß an Arbeitsdisziplin gewöhnen und so die Integrität der Arbeitskräfte für Arbeitgeber wiederherstellen. Hierdurch sollen die betreffenden Personen für eine Einstellung auf dem ersten Arbeitsmarkt wieder attraktiver gemacht werden. Als solches sind diese Zusatzjobs deswegen vor allem zur Eingliederung von Langzeitarbeitslosen gedacht, die anders aller Voraussicht nach nicht in absehbarer Zeit wieder eine reguläre Beschäftigung aufnehmen würden.

## Voraussetzungen
Die Zusatzjobs mit Mehraufwandsentschädigung müssen zusätzlich sein, im öffentlichen Interesse liegen und wettbewerbsneutral sein.

### Zusätzlich
Eine in Zusatzjobs verrichtete Tätigkeit ist zusätzlich, wenn sie ohne die Förderung nicht, nicht in diesem Umfang oder erst zu einem späteren Zeitpunkt durchgeführt würden. Bestehende Arbeitsplätze dürfen nicht verdrängt werden. Arbeiten, die auf Grund einer rechtlichen Verpflichtung durchzuführen sind oder die üblicherweise von juristischen Personen des öffentlichen Rechts durchgeführt werden, sind nur förderungsfähig, wenn sie ohne die Förderung voraussichtlich erst nach zwei Jahren durchgeführt werden. Entscheidend für die Zusätzlichkeit ist damit der Zeitpunkt der Durchführung. Arbeiten zur Bewältigung von Naturkatastrophen und sonstiger außergewöhnlicher Ereignisse sind von der Voraussetzung der Zusätzlichkeit ausgenommen.

### Im öffentlichen Interesse liegend
Arbeiten liegen im öffentlichen Interesse, wenn ihr Ergebnis der Allgemeinheit dient und die Arbeiten nicht im erwerbswirtschaftlichen Bereich durchgeführt werden. Die Zusatzjobs dürfen nicht auf Gewinnerzielung gerichtet sein. Die steuerrechtliche Anerkennung der Gemeinnützigkeit einer juristischen Person, die Zusatzjobs anbietet, rechtfertigt nicht von vornherein die Annahme, dass die von ihr durchgeführten Arbeiten im öffentlichen Interesse liegen. Die Arbeiten müssen nicht notwendigerweise gemeinnützig sein.

### Wettbewerbsneutral
Arbeiten sind wettbewerbsneutral, wenn durch sie eine Beeinträchtigung der Wirtschaft als Folge der Förderung nicht zu befürchten ist und Erwerbstätigkeit auf dem allgemeinen Arbeitsmarkt weder verdrängt noch in ihrer Entstehung verhindert wird. Die Zusatzjobs sind damit geprägt von ihrer Neutralität gegenüber Funktionsfähigkeit und Entwicklungspotentialen des allgemeinen Arbeitsmarktes. Bestand und Entwicklung ungeförderter Arbeitsplätze dürfen nicht gefährdet werden. Die Zusatzjobs dürfen den Wettbewerb nicht verzerren.

## Arbeitszeit und Dauer
Üblicherweise handelt es sich um Teilzeitarbeit von 20 bis maximal 30 Stunden pro Woche. Der Umfang von bis zu 30 Stunden pro Woche wurde mit Urteil des Bundessozialgerichts vom 17. Dezember 2008 als rechtmäßig bestätigt. Eine Untergrenze für die wöchentliche Dauer eines Zusatzjobs gibt es nicht, jedoch beträgt sie in der Regel mindestens fünfzehn Stunden pro Woche, da andernfalls die Arbeitslosigkeit (gemäß der Definition für die Statistik) nicht beendet wird.
Da Zusatzjobs mit ihrer Zielsetzung, an den allgemeinen Arbeitsmarkt heranzuführen, keine dauerhafte Teilnahme vorsehen, ist die individuelle Zuweisung im Regelfall auf 3 bis 12 Monate befristet. Eine Verlängerung oder wiederholte Teilnahme ist möglich, wenn dies erforderlich ist, allerdings dürfen Leistungsbezieher nach § 16d Abs. 6 SGB II innerhalb von fünf Jahren nicht länger als 36 Monate in Arbeitsgelegenheiten (Änderung zum 1. August 2016 - Rechtsvereinfachungsgesetz) zugewiesen werden.

## Arbeitsschutz
Für Arbeitsgelegenheiten mit Mehraufwandsentschädigung gelten nach § 16d Abs. 7 Satz 2 SGB II auch die Bestimmungen des Arbeitsschutzes, obwohl rechtlich kein Arbeitsverhältnis vorliegt. Verantwortlich für den Arbeitsschutz ist der Maßnahmeträger, der somit Vorkehrungen zur Verhütung von Unfällen bei der Arbeit und arbeitsbedingten Gesundheitsgefahren treffen und für eine menschengerechte Gestaltung der Arbeit sorgen muss. Soweit erforderlich muss der Maßnahmeträger beispielsweise auf seine Kosten Sicherheitsschuhe oder Wetterschutzkleidung zur Verfügung stellen. Die Rechte des Betriebsrats sind zu beachten.
Die Maßnahmeteilnehmer müssen die Anweisungen zum Arbeitsschutz beachten und dürfen Gerätschaften, Maschinen und persönliche Schutzausrüstungen nur bestimmungsgemäß verwenden (§ 15). Stellen sie Mängel z. B. an Maschinen und Geräten fest, die Auswirkungen auf Sicherheit und Gesundheit haben können, müssen sie diese umgehend dem Verantwortlichen am Einsatzort melden (§ 16).

## Umfang der Mehraufwandsentschädigung
Die Höhe der Mehraufwandsentschädigung nach § 16d ist weder im Gesetz noch gemäß einschlägiger Rechtsprechung zwingend mit 1 € pro Arbeitsstunde festgeschrieben. Sie wird jedoch häufig in dieser Höhe gewährt, wodurch diese Zusatzjobs die Bezeichnung „Ein-Euro-Job“ erhielten. In Einzelfällen kann die Entschädigung auch höher sein. So sind, je nach Entfernung zur Arbeitsstelle, Entschädigungen bis zu 3,50 € bekannt geworden. Die Entschädigung zählt juristisch nicht als Arbeitslohn, sondern ist Ersatz für die Aufwendungen, die durch eine AGH-MAE entstehen (z. B. Aufwendungen für den Weg zur Arbeit). Somit wird während einer Erkrankung nicht gezahlt, da für diesen Zeitraum keine solchen Aufwendungen entstehen.
Für Zusatzjobs gibt es keine gesetzliche Zuverdienst-Obergrenzen. Im Regelfall beträgt die wöchentliche Arbeitszeit nicht mehr als 30 Stunden, so dass bei einer Zahlung von 1,50 € pro Stunde nicht mehr als monatlich 200 € erreicht werden. Die Gesamtentschädigung pro Monat schwankt je nach Beschäftigungsumfang etwa zwischen 80 und 190 Euro. Sie wird zusätzlich zu den Leistungen zum Lebensunterhalt ohne Anrechnung auf diese gezahlt.
Eine Untergrenze für die Mehraufwandsentschädigung ist ebenfalls nicht gesetzlich festgeschrieben, ergibt sich jedoch aus der Rechtsprechung. So muss nach Abzug aller durch die Wahrnehmung eines Zusatzjobs entstehenden Kosten ein gewisser Restbetrag verbleiben, um einen finanziellen Anreiz für die Tätigkeit zu bieten. Das Bundessozialgericht hat die Frage, ob die Mehraufwandsentschädigung überhaupt irgendeinen Anreiz bzw. Kompensation für die Tätigkeit als solche enthalten muss, bisher offen gelassen. Die Höhe des notwendigen Betrags wurde richterlich noch nicht festgelegt. Ein Betrag von 0,78 € nach Abzug aller Kosten wurde jedoch in einem Einzelfall als ausreichend erachtet.
Asylbewerber, die nach § 5 AsylbLG Arbeitsgelegenheiten in Aufnahmeeinrichtungen nach § 44 AsylVfG wahrnehmen, erhalten eine Aufwandsentschädigung von nur 80 Cent, wenn nicht im Einzelfall höhere Aufwendungen nachgewiesen werden.
Die Mehraufwandsentschädigung ist nach § 850a ZPO unpfändbar.
Das Bundessozialgericht entschied 2008, dass kein Anspruch auf die Erstattung zusätzlicher Fahrtkosten besteht, wenn der Maßnahmeteilnehmer diese aus der Mehraufwandsentschädigung finanzieren kann. Dieser Fall zeigt auch, dass der dem Teilnehmer tatsächlich zugute kommende Betrag auch weit weniger als einen Euro pro Stunde betragen kann, insbesondere auch 0-Euro-Jobs denkbar erscheinen. Das Bundessozialgericht hat ausdrücklich davon abgesehen, sich mit dieser Frage zu befassen. Der null Euro pro Stunde übersteigende zugute kommende Betrag hängt somit vom Zufall ab, etwa davon, wo der Teilnehmer wohnt.

## Zuweisung

### Zuweisungsgrundlagen
Ein Zusatzjob wird dem Arbeitslosen meist aufgrund einer Eingliederungsvereinbarung zwischen ihm und dem Leistungsträger zugewiesen. Der Eingliederungsvertrag ist ein öffentlich-rechtlicher Vertrag. Wenn in einer Eingliederungsvereinbarung der Inhalt eines Zusatzjobs nicht konkretisiert worden ist, erfolgen die notwendigen Festlegungen durch den Träger der Grundsicherung mittels Verwaltungsakt (Zuweisungsbescheid). Auch wenn eine Eingliederungsvereinbarung nicht zustande kommt, erfolgt die Zuweisung durch einen Verwaltungsakt. Ein Verwaltungsakt kann durch Widerspruch und Klage angefochten werden.
Voraussetzungen der Rechtmäßigkeit der Zuweisung eines Zusatzjobs sind neben den genannten Voraussetzungen folgende vier Merkmale:
- Nachrangigkeit

Die Zuweisung in einen Zusatzjob ist nachrangig gegenüber der Vermittlung in den ersten Arbeitsmarkt und gegenüber anderen Förderinstrumenten.
- Verhältnismäßigkeit

Der Zusatzjob muss erforderlich, geeignet und verhältnismäßig im engeren Sinne sein, um die Alg-II-Bezieher in den ersten Arbeitsmarkt zu integrieren.
Hierher gehören neben der Zumutbarkeit Erwägungen zum Umfang und Dauer sowie der Höhe der Mehraufwandsentschädigung.
- Bestimmtheit

In der Zuweisung müssen genau bestimmt sein: Umfang, Dauer und Art der Tätigkeit, die Verteilung der Arbeitszeit in der Woche sowie die Höhe der Mehraufwandsentschädigung.
- Arbeitsschutz

Die Bestimmungen über den Arbeitsschutz müssen eingehalten werden.
- Zumutbarkeit

Als zumutbar gilt nach § 10 Abs. 1 SGB II grundsätzlich jede legale, nicht sittenwidrige Arbeit, zu der der Betreffende körperlich, geistig und seelisch in der Lage ist. Nicht zumutbar ist eine Arbeitsgelegenheit, die berufliche Vorkenntnisse erfordert, die der Leistungsbezieher gar nicht besitzt, etwa im Fall der Betreuung von Kindern und Senioren.

### Kein Zuweisungsanspruch
Ein erwerbsfähiger Leistungsberechtigter hat keinen Rechtsanspruch auf einen Zusatzjob, sofern ihm die Zuweisung nicht in der Eingliederungsvereinbarung zugesichert wurde. Er kann die Teilnahme beantragen, jedoch liegt die Entscheidung über eine Förderung im Ermessen der Behörde. Eine Arbeitsaufnahme auf dem allgemeinen Arbeitsmarkt ist in jedem Fall (auch während der Teilnahme an einer AGH-MAE) vorrangig. Für erwerbsfähige Nicht-Leistungsberechtigte kommt die Zuweisung zu einem Zusatzjob überhaupt nicht in Betracht.

## Durchführung
Der Grundsicherungsträger führt Zusatzjobs in der Regel nicht selbst durch, sondern er beauftragt damit Dritte, wie kommunale Beschäftigungsgesellschaften, gemeinnützige Organisationen oder private Bildungsträger. Möglich sind beispielsweise einfache Helferarbeiten im Kindergarten, im Garten- und Landschaftsbau, bei der Stadtinformation oder Stadtreinigung, in der Altenpflege und Krankenpflege oder als Einkaufshelfer für Ältere. Die Zusatzjobs sind in der Regel nicht bei gewinnorientierten Privatunternehmen angesiedelt.

## Sanktionen bei Weigerung
Wer einen ihm zugewiesenen Zusatzjob ohne wichtigen Grund nicht aufnimmt oder fortführt oder deren Anbahnung durch sein Verhalten verhindert, der wird nach § 31 Abs. 1 Satz 1 Nr. 2, § 31a SGB II sanktioniert, das heißt, die Zahlung des Arbeitslosengeldes II wird in der Höhe um mindestens 30 % gekürzt. Voraussetzung ist, dass der Leistungsberechtigte zeitnah, konkret und auf den Zusatzjob bezogen über die Rechtsfolgen eines Verstoßes schriftlich belehrt wurde oder die Rechtsfolgen kannte. Außerdem muss er vor Erlass der Sanktion angehört werden. Der Zusatzjob darf jedoch nicht als „Mittel zur Disziplinierung“ gebraucht werden, sondern muss der Eingliederung in den Arbeitsmarkt dienen und ist gegenüber anderen Eingliederungsmaßnahmen auf dem ersten Arbeitsmarkt nachrangig. Die AGH-MAE muss im Hinblick auf Beschäftigungsgeber, Art, Ort und Umfang des Einsatzes vor dem Antritt konkretisiert werden.
Seit dem Bürgergeldgesetz ist die Weigerung keine Pflichtverletzung mehr und löst somit keine Sanktionen (jetzt Leistungsminderung genannt) aus.

## Rechtsschutz
Die Zuweisung eines Zusatzjobs ist rechtswidrig, wenn die im Zusatzjob verrichteten Arbeiten für den Leistungsberechtigten unzumutbar sind oder wenn sie nicht zusätzlich, nicht im öffentlichen Interesse liegend oder nicht wettbewerbsneutral sind. Auch die Verletzung gesetzlicher Vorschriften des Arbeitsschutzes oder des Strafrechts führen zur Rechtswidrigkeit.
Erfolgt die Zuweisung einseitig durch einen Verwaltungsakt (Bescheid), so kann nach § 78 ff SGG der Leistungsberechtigte Widerspruch erheben und dadurch die Rechtmäßigkeit und die Zweckmäßigkeit des Verwaltungsakts durch die Behörde prüfen lassen. Weist die Behörde den Widerspruch zurück, kann der Bescheid durch Klage beim Sozialgericht angefochten werden. Widerspruch und Klage haben nach § 39 Nr. 1 SGB II keine aufschiebende Wirkung, der Bescheid ist sofort vollziehbar. Der Widerspruchsführer oder der Kläger kann aber nach § 86a Abs. 3 SGG beantragen, die sofortige Vollziehung des Verwaltungsaktes ganz oder teilweise auszusetzen.
Erfolgte die Zuweisung dagegen unmittelbar in der Eingliederungsvereinbarung nach § 15 SGB II, so kann die Zuweisung nicht direkt angefochten werden, da sie in diesem Fall kein Verwaltungsakt ist, sondern auf einem öffentlich-rechtlichen Vertrag beruht. Der Zusatzjob ist aufzunehmen, auch wenn die Beschäftigung nicht zusätzlich ist oder wenn sie aus anderen Gründen rechtswidrig ist. In Betracht kommt aber eine Vertragsanpassung, eine Kündigung oder eine Beschwerde bei der zuständigen Behörde, bei Vorliegen eines Anfechtungsgrundes eine Anfechtung der Eingliederungsvereinbarung vor Gericht im Wege des einstweiligen Rechtsschutzes.
Ist die Eingliederungsvereinbarung nach § 58 SGB X nichtig, etwa weil der Zusatzjob die Begehung einer rechtswidrigen Tat verlangt, die einen Straf- oder Bußgeldtatbestand verwirklicht, muss der Zuweisung nicht Folge geleistet werden.
Weigert sich der Leistungsberechtigte ohne wichtigen Grund, den Zusatzjob aufzunehmen oder fortzuführen, obwohl er dazu verpflichtet ist, muss die Behörde das Arbeitslosengeld II mindern oder ganz entziehen. Das Vorliegen eines wichtigen Grundes muss der Leistungsberechtigte nach § 31 Abs. 1 Satz 1 Nr. 2 i. V. m. Abs. 1 Satz 2 SGB II darlegen und nachweisen. Ist die Tätigkeit für den Leistungsberechtigten nach den Zumutbarkeitsregeln des § 10 SGB II oder aus anderen Gründen unzumutbar, darf nach § 31 Abs. 1 Satz 1 Nr. 2 SGB II ein Abbruch oder eine Verweigerung nicht sanktioniert werden. Entscheidungen der Behörde über eine Sanktion sind durch Widerspruch und Klage anfechtbar.
Bei Rechtsstreitigkeiten zwischen dem Leistungsberechtigten und dem Maßnahmeträger steht der Rechtsweg zu den Sozialgerichten offen.

## Wertersatz bei Zusatzjobs, die nicht zusätzlich sind
Fehlt es bei einem Zusatzjob am Merkmal der Zusätzlichkeit, kann der Teilnehmer für die rechtsgrundlos erbrachte Arbeitsleistung vom Träger der Grundsicherung Wertersatz auf Grundlage eines öffentlich-rechtlichen Erstattungsanspruchs verlangen.
Der Wertersatz ist arbeitstäglich danach zu bestimmen, welcher Lohn für die Arbeitsleistung hätte gezahlt werden müssen, wenn die Arbeit in einem regulären Arbeitsverhältnis geleistet worden wäre. Davon sind die Leistungen zur Sicherung des laufenden Lebensunterhaltes abzuziehen.

## Anzahl und Struktur der geschaffenen Zusatzjobs
Einem Prüfbericht des Bundesrechnungshofes zufolge wurde im Jahr 2005 rund 604.000 Alg-II-Empfängern ein Zusatzjob zugewiesen. Die vorgesehene Teilnahmedauer betrug im Durchschnitt 5,7 Monate. Dafür wendete der Bund etwa 1,1 Mrd. Euro auf. Bei fast einem Viertel der geprüften Maßnahmen hätten die Förderungsvoraussetzungen nicht vorgelegen, weil die zu erledigenden Tätigkeiten nicht im öffentlichen Interesse, nicht zusätzlich oder nicht wettbewerbsneutral gewesen seien. Bei weiteren knapp 50 % der geprüften Fälle hätten die Grundsicherungsstellen keine verlässlichen Kenntnisse über die Maßnahmeninhalte gehabt, so dass auch hier Zweifel an der Förderungsfähigkeit bestanden. Trotz frühzeitiger Kritik an diesen Missständen hat sich hier bis 2008 keine wesentliche Änderung ergeben.
Über die Hälfte der Zusatzjobs wird in den neuen Bundesländern angeboten. Dort ist die Langzeitarbeitslosigkeit besonders hoch. Nach einem starken Ansteigen bis etwa Oktober 2005 blieb die Anzahl der Personen in Zusatzjobs seitdem weitgehend stabil und betrug z. B. im Mai 2006 290.000 (im Vorjahr, fünf Monate nach Einführung solcher Beschäftigungen, betrug sie noch 179.000). Auch im Jahresmittel 2007 gab es etwa 300.000 Zusatzjobs gleichzeitig, was bedeutet, dass von 100 Langzeitarbeitslosen im Schnitt zwölf einer solchen Beschäftigung nachgingen. Während im Westen die große Mehrheit der eingesetzten Kräfte über keine abgeschlossene Berufsausbildung verfügen (62 % der eingesetzten Frauen und sogar 76 % der eingesetzten Männer), ist dies im Osten genau umgekehrt (22 %/40 %). Formal hoch qualifizierte Kräfte werden jedoch kaum eingesetzt (2 % verfügen über einen Hochschulabschluss). Die große Mehrheit der Eingesetzten (69 % der Frauen und 78 % der Männer) war zum Zeitpunkt des Antritts des Zusatzjobs über zwei Jahre arbeitslos.
Von den Optionskommunen werden Zusatzjobs in unterschiedlich starkem Umfang genutzt. So stehen einige im Ruf, Zusatzjobs im eigenen kommunalen Bereich noch stärker zu nutzen als Arbeitsgemeinschaften, andere verzichten auf den Einsatz von Zusatzjobs als Eingliederungsmittel fast komplett.

## Diskussion

### Kritik und negative Auswirkungen

#### Verschlechterung des regulären Stellenangebots
Die Vermeidung von Verdrängungseffekten ist anscheinend zumindest in einigen Branchen in großem Umfang gescheitert – im Gegenteil: Die Bundesagentur für Arbeit verzeichnete beispielsweise einen Rückgang von Stellenangeboten im Pflegebereich, der auch von einer Studie des Instituts für Arbeitsmarkt- und Berufsforschung (IAB) bestätigt wird. Die Forschungsbefunde dieses Instituts der Bundesagentur für Arbeit zeigten, dass im Zuge der Beschäftigung von Zusatzjobbern reguläre Beschäftigung in nicht zu vernachlässigendem Umfang verdrängt und der bestehende Wettbewerb beeinflusst würden. In vier Prozent der Einrichtungen, die so genannte Ein-Euro-Jobs anbieten, waren laut der Studie Personaleinsparungen bei der regulären Beschäftigung die Folge, aufgrund weiterer Indizien wurde geschlussfolgert, dass der tatsächliche Anteil der Betriebe, in denen direkt reguläre Arbeitsplätze ersetzt würden, bei mehr als 4 % liegen würde.
Der DGB veröffentlichte im Mai 2009 eine eigene Auswertung von Befragungsergebnissen des IAB. Bei der Erhebung hätten 45 % der befragten MAE-Beschäftigten angegeben, die gleiche Arbeit auszuführen wie ihre regulär angestellten Kollegen. 64 % der Befragten hätten die Zusatzjobs dahingehend bewertet, dass sie ihre Aussichten auf dem Arbeitsmarkt nicht verbessert hätten. Jeder vierte Befragte hätte angegeben, dass für die Tätigkeit im Ein-Euro-Job eine abgeschlossene Ausbildung erforderlich gewesen sei. Diese Zahlen wurden als starker Hinweis interpretiert, dass Ein-Euro-Jobs Arbeitsplätze vernichten.
Zu einem ähnlichen Ergebnis kam der Bundesrechnungshof in einem Bericht von April 2008. Bei zwei Drittel der geprüften Arbeitsgelegenheiten sei mindestens eine Förderungsvoraussetzung nicht erfüllt gewesen, in acht von zehn Fällen sei die Tätigkeit nicht zusätzlich gewesen. Die Hälfte der geprüften Maßnahmen habe nicht im öffentlichen Interesse gestanden. Schließlich seien bei drei von vier Zusatzjobs keine messbaren Integrationsfortschritte erkennbar, die Maßnahmen seien daher – bei hohen Kosten – weitgehend wirkungslos.
Handwerkspräsident Otto Kentzler hat die starke Zunahme der Zusatzjobs in Deutschland heftig kritisiert: „Bei den Ein-Euro-Jobs brechen alle Dämme“. Ihre Zahl sei 2005 auf weit über 200.000 gestiegen, die Bundesregierung peile sogar 600.000 an, so Kentzler. Die Kommunen setzten die Arbeitslosen oft dort ein, wo sie bis vor kurzem noch Handwerksfirmen beauftragt hätten. Somit verdrängten die Menschen in Zusatzjobs die regulär Beschäftigten, die dann auch in der Arbeitslosigkeit landeten.

#### Künstlicher Billiglohnsektor
Durch Zusatzjobs würden nach Meinung von Kritikern ferner die Beschäftigungs- und Entlohnungsbedingungen aller Arbeitnehmer angegriffen. Darunter würde die Qualität in den Einrichtungen leiden. Die verbleibenden Mitarbeiter hätten zunehmend Angst um ihren Arbeitsplatz. Indem sie Mehrarbeit leisten, verhinderten sie Neueinstellungen und schädigen ihre familiären und sozialen Beziehungen. Sie verzichten auf Genesungszeit bei Krankheit, schädigen so ihre Gesundheit und belasten langfristig das Gesundheitssystem. Gesamtgesellschaftlich wird dadurch eine angstgetriebene Hoffnungslosigkeit erzeugt, die sich schädigend auf die Wirtschaft auswirke (Energie, Kreativität, Leistungsbereitschaft, Kaufkraft) und das Sozialgefüge störe (Trennung von Bevölkerungsschichten).
Öffentliche und private Arbeitgeber könnten sich weiter aus ihrer Verantwortung zur Schaffung von regulären Arbeitsplätzen zurückziehen. Dies würde unter anderem dadurch erreicht, dass eine bewusst erzeugte Unterfinanzierung der öffentlichen Haushalte forciert wird: mit Hinweis auf die leeren Kassen würde eine gesamtgesellschaftliche Akzeptanz gefördert, notwendige Arbeiten durch MAE-Kräfte erledigen zu lassen.

#### Statistikverzerrung
Zusatzjobs tragen zur „Schönung“ der Arbeitslosenstatistik bei. Da es sich bei Zusatzjobs um Maßnahmen der aktiven Arbeitsförderung handelt, sind MAE-Kräfte Maßnahmeteilnehmer. Sie gelten nach § 16 Abs. 2 SGB III nicht als arbeitslos, obwohl sie Arbeitslosengeld II beziehen und keiner versicherungspflichtigen Beschäftigung nachgehen. Die Teilnehmer an einer AGH-MAE gelten als Arbeitsuchende und werden als solche in der aktuellen Arbeitsmarktstatistik ausgewiesen.

#### Wettbewerbsverzerrung
Problematisch ist weiterhin, dass Einrichtungen, die Zusatzjobs gesetzeswidrig einsetzen, um reguläres Personal zu sparen, sich damit gegenüber Mitbewerbern, die sich regelungskonform verhalten, betriebswirtschaftliche Vorteile verschaffen. Der Vorteil resultiert aus den dadurch auf Kosten der Allgemeinheit (Finanzierung der Zusatzjobs aus Steuermitteln) eingesparten Personalkosten.
Verstärkt wird die Wettbewerbsverzerrung noch dadurch, dass Einrichtungen, die Zusatzjobs einsetzen, hierfür Maßnahmepauschalen erhalten, obwohl ihnen oft überhaupt keine oder wesentlich geringere Aufwendungen durch den Einsatz entstehen. Der Bundesrechnungshof spricht hierbei in einem Prüfbericht von April 2008 von einem reinen Mitnahmeeffekt von öffentlichen Zuschüssen.

#### Prekarisierung
Kritisiert wird von Seiten von Hartz-IV-Gegnern, dass Menschen durch die Zusatzjobs zur Arbeitsaufnahme unter schlechten, prekären Verhältnissen (Bezahlung teilweise nicht bedarfsdeckend, schlechte Arbeitsbedingungen) gedrängt werden. Sie nähmen solche Arbeit an, um nicht auf Dauer in einer Arbeitsgelegenheit zu landen.

#### Arbeitsbedingungen
Da es sich bei den Zusatzjobs nicht um Arbeitsverhältnisse handelt, gibt es weder einen Arbeitsvertrag noch tarifliche Entlohnung, keinen Anspruch auf Lohnfortzahlung bei Krankheit oder Urlaub, kein Streikrecht und keinen Kündigungsschutz. Die einem Zusatzjob zugrunde liegende rechtliche Regelung des § 16d begründet kein Arbeitsverhältnis im Sinne des Arbeitsrechts. Das wird von Kritikern auch als verfassungsrechtlich bedenklich befunden, da „damit viele hunderttausend Menschen in einen Zustand der Rechtlosigkeit oder Rechtsunklarheit versetzt werden“.

#### Zweifel an Verbesserung der Vermittelbarkeit
Nach einer Studie des Instituts für Arbeitsmarkt- und Berufsforschung wird bezweifelt, dass Zusatzjobs generell der schnelleren Vermittlung Langzeitarbeitsloser in eine reguläre Beschäftigung förderlich sind. So wurden in solche Zusatzjobs zugewiesene Kräfte im Schnitt sogar später in Arbeit vermittelt als andere Langzeitarbeitslose. Es wird hierbei von einem Einsperr-Effekt gesprochen, der den ursprünglichen Zielen dieser Beschäftigungen entgegenläuft. Auch nach einem Prüfbericht des Bundesrechnungshofes von Anfang 2008 hat drei von vier bei Zusatzjobs eingesetzten Arbeitslosen die Beschäftigung für ihre Gesamtintegration nichts gebracht.

### Argumentationsweisen, die Zusatzjobs befürworten

#### Praktischer Eignungsbeweis und Kontrolle
Zusatzjobs können die Chancen von Arbeitssuchenden auf eine spätere Einstellung verbessern, da sich der Betreffende auch durch die gezeigte Arbeitsleistung für eine Einstellung auf frei werdende Stellen empfehlen kann. Zwingende Voraussetzung hierfür ist die Unterbindung der Möglichkeit, notwendig anfallende Tätigkeiten von AGHlern ausführen zu lassen. So greift dieser Vorteil nur, wenn die zuweisende Stelle die Zusätzlichkeit der geschaffenen Stellen entsprechend kontrollieren kann.

#### Praktische Qualifizierung
Durch die Zusatzjobs können Praxiskenntnisse erworben werden, die dann die Vermittelbarkeit in eine reguläre Arbeit verbessern.

#### Aktive Teilhabe an der Gesellschaft
Viele ALG-II-Bezieher fühlen sich nicht gebraucht und wertlos. Durch diese Maßnahmen wird es – so die Theorie – den Menschen erleichtert, sich wieder in die Gesellschaft einzubringen und einem geregelten Tagesablauf nachzugehen. Neue soziale Kontakte können geknüpft werden. Bei tatsächlicher Beachtung der gesetzlichen Auflagen führen sie für die Gesamtgesellschaft nützliche (= gemeinnützige) zusätzliche Arbeiten aus, beispielsweise zusätzliche Betreuung alter Menschen (vorlesen, Gespräche, Gesellschaft). Tatsächlich sind viele Zusatzjobs jedoch nicht im kommunalen Einsatz, sondern werden in eigens geschaffenen Projekten eingesetzt, bei denen nur die Projektleiter selbst keine Ein-Euro-Jobber sind. Dadurch wird die soziale Ausgrenzung eher noch verschärft, weil die einzigen sozialen Kontakte weiterhin mit anderen Arbeitslosen stattfinden. Problematisch an der eingangs genannten Auffassung ist auch, dass sie davon ausgeht, nur ein Mensch, der in einem abhängigen Arbeitsverhältnis stehe, sei ein ganzer, vollständiger Mensch, der an der Gesellschaft teilhabe. Demgegenüber leistet eine Vielzahl Erwerbsfähiger zum Beispiel Kindererziehung oder Pflege der Angehörigen, und die abhängige Beschäftigung macht heute nur noch etwa zwei Drittel aller Erwerbstätigen aus, die Zahl der freiberuflich Tätigen steigt unablässig. Diesen Menschen wird man eine Teilhabe an der Gesellschaft nicht absprechen können.

#### Zusatzjobs für schwer Vermittelbare
Wer auf dem regulären Arbeitsmarkt auf Dauer nicht vermittelbar ist, kann eine Beschäftigung erhalten. Durch die regelmäßige Anforderung des Betreffenden kann eine negative Veränderung im Tagesrhythmus verhindert werden. So werden für Personen Tätigkeiten geschaffen, die etwa wegen gesundheitlicher Einschränkungen oder wegen großer Lücken im Lebenslauf bei der regulären Arbeitssuche als chancenlos einzuschätzen sind. Der Arbeitslose kann nach Ende der Beschäftigung ein schriftliches Zeugnis über seine Arbeitsleistung erhalten.

#### Anrechnungsfreies Zusatzeinkommen
Sofern der Mehraufwand eines ALG-II-Empfängers niedriger ist als die Mehraufwandsentschädigung, kann eine motivierende Einnahme entstehen. So bietet diese Entschädigung nach § 16d SGB II dem Empfänger von Arbeitslosengeld II sozusagen eine anrechnungsfreie Zuverdienstmöglichkeit. Aus diesem Grund werden kaum vermittelbare Bedürftige auch auf eigenen Wunsch einem Zusatzjob zugewiesen. Die Mehraufwandsentschädigung bleibt auch bei einem zusätzlichen Nebeneinkommen (Freibetrag beispielsweise 160 Euro bei einem 400-Euro-Job) anrechnungsfrei. Damit hat der Leistungsempfänger sogar zwei weitere Einkunftsquellen neben der Grundsicherung, was ein nennenswertes Nettoeinkommen verglichen mit regulärer sozialversicherungspflichtiger Beschäftigung im Niedriglohnsektor bedeutet.